# Stich!
Stich! (jap. スティッチ! Sutitchi!) – japoński serial anime, będący spin-offem amerykańskiej serii Lilo i Stitch. Emitowany w latach 2008–2011, przedstawia nowe przygody Stitcha po jego przypadkowym przybyciu na wyspę Izayoi w południowej Japonii.

## Opis fabuły
Na wyspie Izayoi Stitch spotyka Yunę, energiczną dziewczynkę, która wprowadza go w lokalną kulturę i tradycje. Ich przyjaźń staje się centralnym punktem serii, a wspólne przygody ukazują wartość współpracy i wzajemnego wsparcia. 
Stitch dowiaduje się o istnieniu Superkomputera, który spełnia życzenia, ale tylko dla osób o dobrym sercu. Aby zdobyć tę możliwość, postanawia wykonywać dobre uczynki, co prowadzi do wielu komicznych sytuacji. W trakcie serialu pojawiają się znane postacie z oryginalnej wersji, takie jak Jumba czy Pleakley, a także nowe, unikalne dla japońskiej wersji.

## Odcinki
| Seria | Ep # | Premiera serii JPN   | Finał serii JPN      |  | Premiera serii POL | Finał serii POL |
| ----- | ---- | -------------------- | -------------------- |  | ------------------ | --------------- |
| 1     | 26   | 8 października 2008  | 26 czerwca 2009      |  | 21 czerwca 2010    | 16 grudnia 2010 |
| 2     | 30   | 13 października 2009 | 8 sierpnia 2010      |  | bd.                | bd.             |
| 3     | 12   | 6 lipca 2010         | 19 października 2010 |  | bd.                | bd.             |

### Stich! (Seria 1)
| Nr            | Tytuł                                                                                           | Premiera             | Premiera w Polsce |
| ------------- | ----------------------------------------------------------------------------------------------- | -------------------- | ----------------- |
| 1 (1)         | Ichariba Chodei Ichariba Chodei (イチャリバチョーデー)                                          | 8 października 2008  | 21 czerwca 2010   |
| 2 (2)         | Licznik dobrych uczynków The Good Deeds Counter (イイコトカウンター)                            | 8 października 2008  | 22 czerwca 2010   |
| 3 (3)         | Kijimunaa Kijimunaa (森の最強妖怪 キジムナー)                                                   | 15 października 2008 | 23 czerwca 2010   |
| 4 (4a)        | Bodzio Bojo (ペイント妖怪むうん)                                                                | 22 października 2008 | 24 czerwca 2010   |
| 5 (5)         | Elektryzujące doświadczenie An Electrifying Experience (謎の電気ビリビリ·エイリアン)            | 29 października 2008 | 25 czerwca 2010   |
| 6 (6)         | Wizyta Andzi Angel’s Flight (すきすき！エンジェル)                                              | 5 listopada 2008     | 7 września 2010   |
| 7 (7)         | Babeczka Babeechik (スティッチ、ママになる)                                                     | 12 listopada 2008    | 29 czerwca 2010   |
| 8 (8)         | Stitch i Stitch Stitch and the Stitches (スティッチがいっぱい！)                                | 19 listopada 2008    | 30 czerwca 2010   |
| 9 (4b)        | Feliks czyścik Felix redux (お掃除エイリアン フィリックス)                                      | 26 listopada 2008    | 24 czerwca 2010   |
| 10 (9)        | Warracchi! Warracchi! (ワラッチがやってきた！)                                                  | 3 grudnia 2008       | 1 lipca 2010      |
| 11 (10a)      | Hop i Siup Hull & Husk (パイナップル工場は大パニック)                                           | 10 grudnia 2008      | 2 lipca 2010      |
| 12 (10b)      | Mona Lisia Foxy Beige (キツネ少女 ドローレス)                                                   | 14 grudnia 2008      | 2 lipca 2010      |
| 13 (11)       | Stitch i Święty Mikołaj Stitch and Santa (スティッチとサンタさん)                               | 24 grudnia 2008      | 5 lipca 2010      |
| 14 (16b)      | Graham leci w kulki Reuben’s Rice Balls (おにぎりルーベン)                                      | 7 stycznia 2009      | 11 grudnia 2010   |
| 15 (13)       | Damacchi Damacchi (火の玉ぼうや ダマッチ)                                                       | 14 stycznia 2009     | 7 lipca 2010      |
| 16 (12a)      | Himamushi Himamushi (スティッチ、グータラになる)                                                | 21 stycznia 2009     | 6 lipca 2010      |
| 17 (14)       | W roli głównej Stitch Special Guest Star Stitch (スティッチ、アイドルデビュー?!)                | 28 stycznia 2009     | 8 lipca 2010      |
| 18 (15)       | Stitch śpiewa Stitch Sings! (スティッチのうたじまん)                                            | 4 lutego 2009        | 9 lipca 2010      |
| 19 (12b)      | Pocztowa przygoda Neither Rain Nor Sleet (スティッチの暴走列車)                                 | 11 lutego 2009       | 6 lipca 2010      |
| 20 (17)       | Fiku miku Topsy-Turvy (教えてジャンバ先生)                                                      | 18 lutego 2009       | 14 grudnia 2010   |
| 21 (16a)      | Niespodzianka The Suprise Party (スティッチのサプライズパーティー)                              | 25 lutego 2009       | 11 grudnia 2010   |
| 22 (18)       | Dwie jaskinie The Twin Caverns (キジムナー探検隊)                                               | 4 marca 2009         | 14 grudnia 2010   |
| 23 (19)       | Pilolo Pilolo (眠れる森のエンジェル)                                                            | 11 marca 2009        | 15 grudnia 2010   |
| 24-25 (21-22) | Stitch kontra Chomikviel Stitch vs. Hämsterviel (対決！スティッチ vs.ハムスターヴィール パート) | 25 marca 2009        | 16 grudnia 2010   |
| 26 (20)       | Stitch kontra Penny Stitch vs. Penny (ピーコからの挑戦状)                                       | 26 czerwca 2009      | 15 grudnia 2010   |

### Stitch! ~The Mischievous Alien’s Great Adventure~ (Seria 2)
| Nr       | Tytuł                                                                                            | Premiera             | Premiera w Polsce |
| -------- | ------------------------------------------------------------------------------------------------ | -------------------- | ----------------- |
| 27 (23)  | The #1 Annoying Character in the Universe appears 宇宙一の迷惑キャラ、登場!                      | 13 października 2009 | nieemitowany      |
| 28 (24)  | Cute... But Stinky! Stenchy かわいい…けどクサイ! ステンチー                                      | 20 października 2009 | nieemitowany      |
| 29 (25)  | Halloween is Stitch vs. the Vampire ハロウィーンはスティッチVS.バンパイア                        | 27 października 2009 | nieemitowany      |
| 30 (26)  | Stylish Transfer Student, Sae-chan オシャレ転校生、サエちゃん                                    | 10 listopada 2009    | nieemitowany      |
| 31 (27)  | A Ghost Ship! 幽霊船を引き上げろ！！                                                             | 17 listopada 2009    | nieemitowany      |
| 32 (28)  | Alien Power in Princess! エイリアン・パワーでお姫さま！                                          | 24 listopada 2009    | nieemitowany      |
| 33 (29)  | Rivals Stuck Together! ライバルがくっついた！                                                    | 1 grudnia 2009       | nieemitowany      |
| 34 (30)  | The Small Lie That Expanded Too Much ふくらみ過ぎた小さなウソ                                    | 8 grudnia 2009       | nieemitowany      |
| 35 (31)  | Stitch’s Christmas Present スティッチのクリスマスプレゼント                                      | 15 grudnia 2009      | nieemitowany      |
| 36 (32)  | Stitch Transforms into a Natural Food-Eater 草食系スティッチに変身                               | 15 grudnia 2009      | nieemitowany      |
| 37 (33)  | School Work Inspection, Papa and a Storm Appears! 授業参観、パパも嵐もやってくる！               | 19 stycznia 2010     | nieemitowany      |
| 38 (34)  | Infiltrating Yuuna’s dreams! ユウナの夢に潜入せよ                                                | 26 stycznia 2010     | nieemitowany      |
| 39 (35)  | Stitch was robbed of memories 記憶をうばわれたスティッチ                                         | 2 lutego 2010        | nieemitowany      |
| 40 (36)  | Love Angel! Happy Valentine’s Day エンジェル大好き！ハッピー バレンタイン                        | 9 lutego 2010        | nieemitowany      |
| 41 (37)  | Stitch Does it Dangerously! Love’s Strongest Rival スティッチ危うし！恋の最強ライバル            | 9 lutego 2010        | nieemitowany      |
| 42 (38)  | Detective Stitch, The Search for the Masterpiece! 名探偵スティッチ、消えた名画を探せ！           | 16 lutego 2010       | nieemitowany      |
| 43 (39)  | Is it a Lie!? Father Has Become a Cool Guy! ウソ！？パパが突然イケメンに！                       | 23 lutego 2010       | nieemitowany      |
| 44 (40)  | Even the Villains Want to Love!/Goodbye, Pleakley 悪役だって愛されたい！／さよなら、プリークリー | 2 marca 2010         | nieemitowany      |
| 45 (41)  | Stitch Obtained the Power of Number One in Space!? スティッチ、宇宙一の力を手に入れる！？        | 9 marca 2010         | nieemitowany      |
| 46 (42)  | The Most Beautiful Cheater on Earth Appears! 地球最強のズルい美女、登場！                        | 13 kwietnia 2010     | nieemitowany      |
| 47 (43)  | Counterattack! Zuruko’s Secrets are Revealed! 逆襲！ズル子の秘密をバラせ！                       | 20 kwietnia 2010     | nieemitowany      |
| 48 (44)  | Find It! Invite „That” to the End of the World 探せ！世界の終わりを招く“アレ”                    | 27 kwietnia 2010     | nieemitowany      |
| 49 (45)  | Minor, Minor Stitch’s Great Adventure 小さな、小さなスティッチの大冒険                           | 4 maja 2010          | nieemitowany      |
| 50 (46)  | Even Betrayed Their Friends 裏切られても、トモダチ                                               | 11 maja 2010         | nieemitowany      |
| 51 (47)  | Stitch vs. Another Stitch スティッチ vs. もうひとりのスティッチ                                  | 25 maja 2010         | nieemitowany      |
| 52 (48)  | Stitch, going to Tokyo Disneyland! スティッチ、東京ディズニーランドに行く！                      | 1 czerwca 2010       | nieemitowany      |
| 53 (49)  | Stitch, the battery will be!? スティッチ、電池になる！？                                         | 8 czerwca 2010       | nieemitowany      |
| 54 (50a) | Izayoi Island Rescue! イザヨイ島を救え！                                                         | 29 czerwca 2010      | nieemitowany      |
| 55 (50b) | Goodbye, Stitch さよなら、スティッチ                                                             | 29 czerwca 2010      | nieemitowany      |
| 56 (51)  | Brother of the Universe 宇宙一のお兄ちゃん                                                       | 8 sierpnia 2010      | nieemitowany      |

### Stitch! ~Always the Best Friends~ (Seria 3)
| Nr    | Tytuł                                                     | Premiera                                          |
| ----- | --------------------------------------------------------- | ------------------------------------------------- |
| 57    | Stitch goes to New Town! スティッチ、ニュータウンへ行く！ | 6 lipca 2010                                      |
| 58    | Best Friends Daisakusen! 友達つくろう大作戦！             | 13 lipca 2010                                     |
| 59    | Birthday Panic! バースデー・パニック！                    | 20 lipca 2010                                     |
| 60    | Handsome Secret イケメンの秘密                            | 27 lipca 2010                                     |
| 61    | Scary Summer Camp こわ～いサマーキャンプ                  | 10 sierpnia 2010                                  |
| 62    | Obtain limited sweets 限定スイーツを手に入れろ!           | 10 sierpnia 2010                                  |
| 63    | Burn! Quiz Competition 燃えろ！クイズ大会                 | 17 sierpnia 2010                                  |
| 64    | Stitch becomes a traitor?! スティッチは裏切り者?          | 24 sierpnia 2010                                  |
| 65-66 | The Day Stitch Was Born スティッチが生まれた日            | 31 sierpnia 2010 (cz. I) 7 września 2010 (cz. II) |
| 67    | スティッチ、ピーターパンになる！                          | 12 października 2010                              |
| 68    | スティッチ兄さん                                          | 19 października 2010                              |